# 小岩井站
小岩井站（日语：／ Koiwai eki */?）是位於岩手縣瀧澤市，屬於東日本旅客鐵道（JR東日本）田澤湖線的鐵路車站。

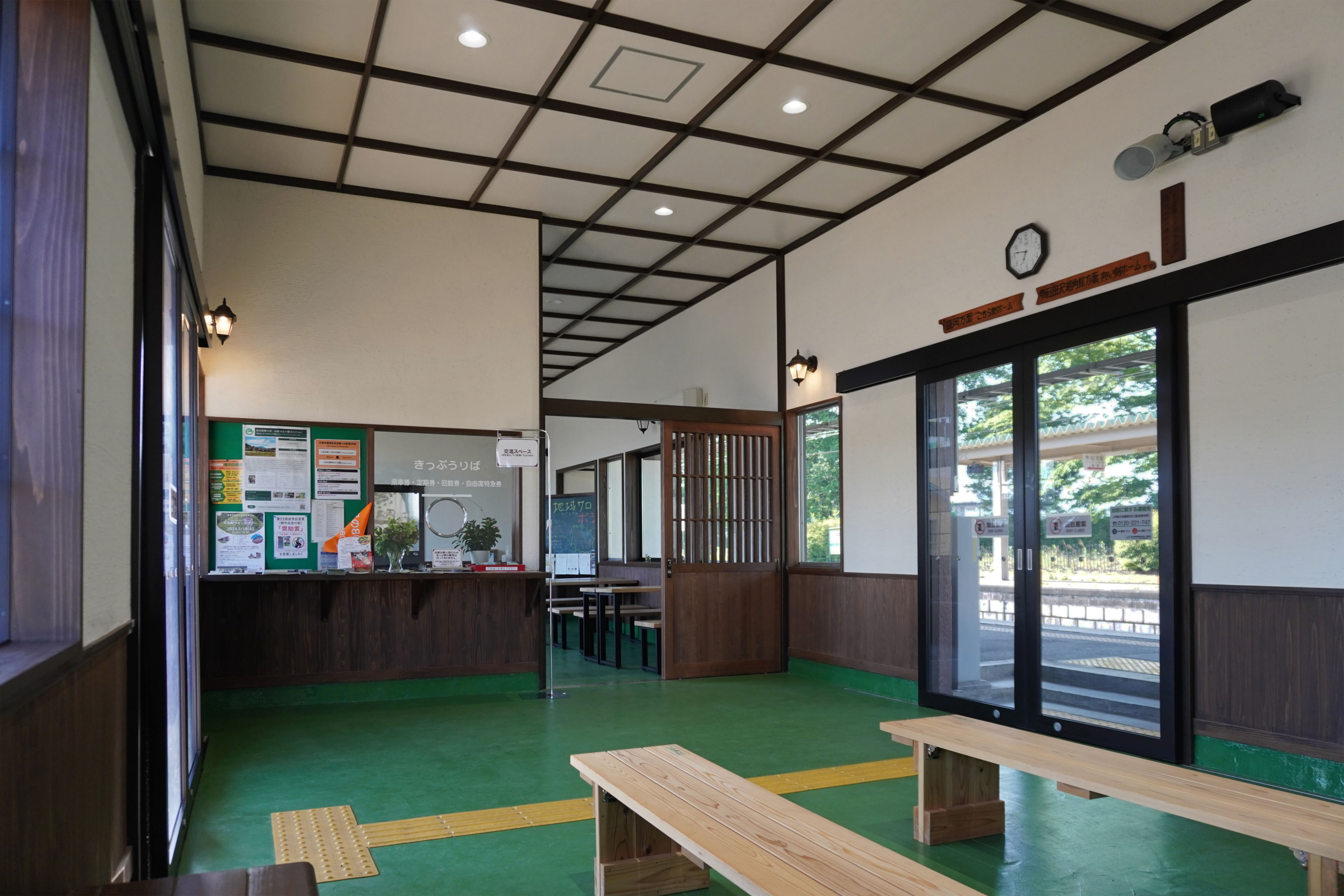
車站內部（2024年5月）

## 車站構造

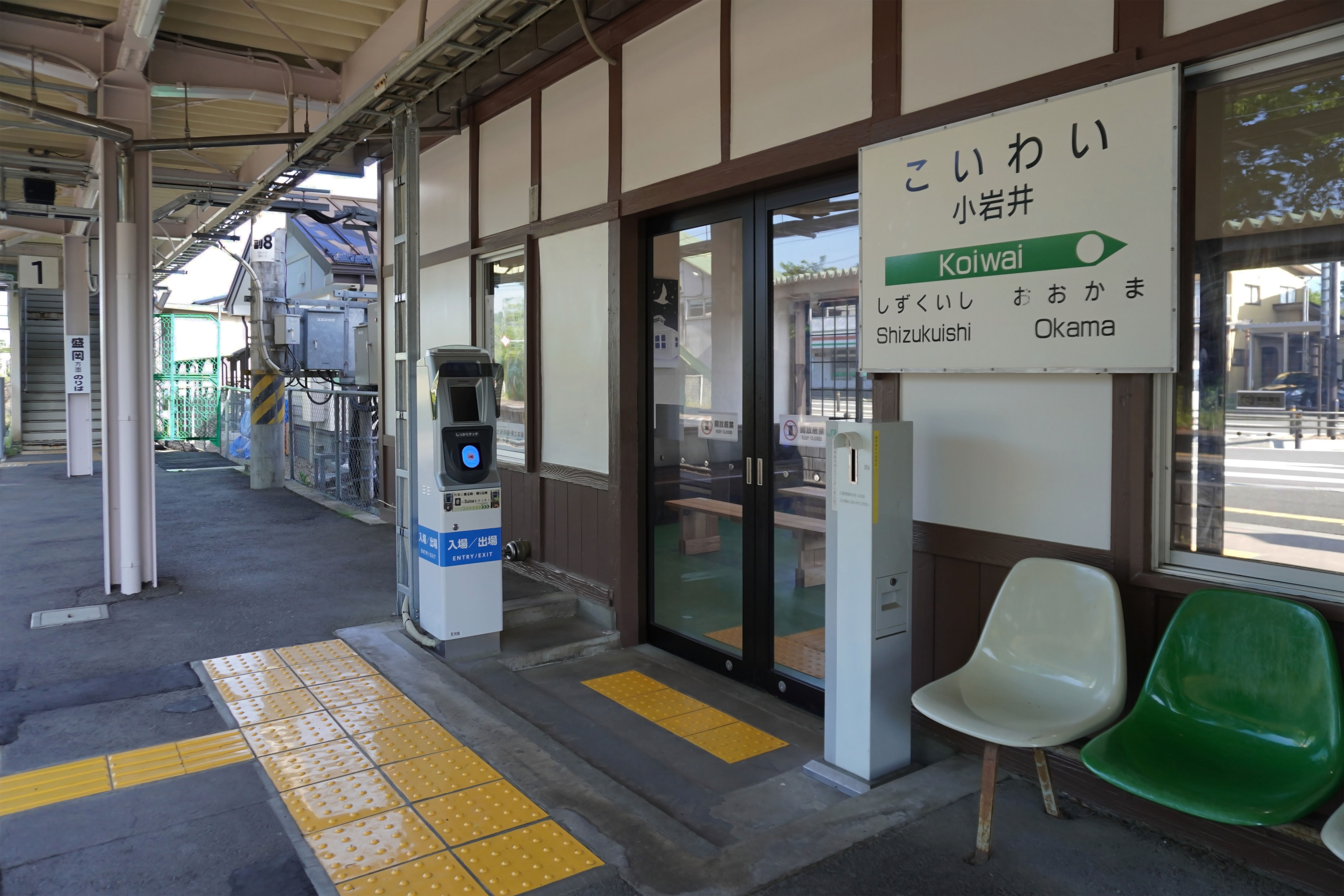
簡易SUICA驗票機（2024年5月）

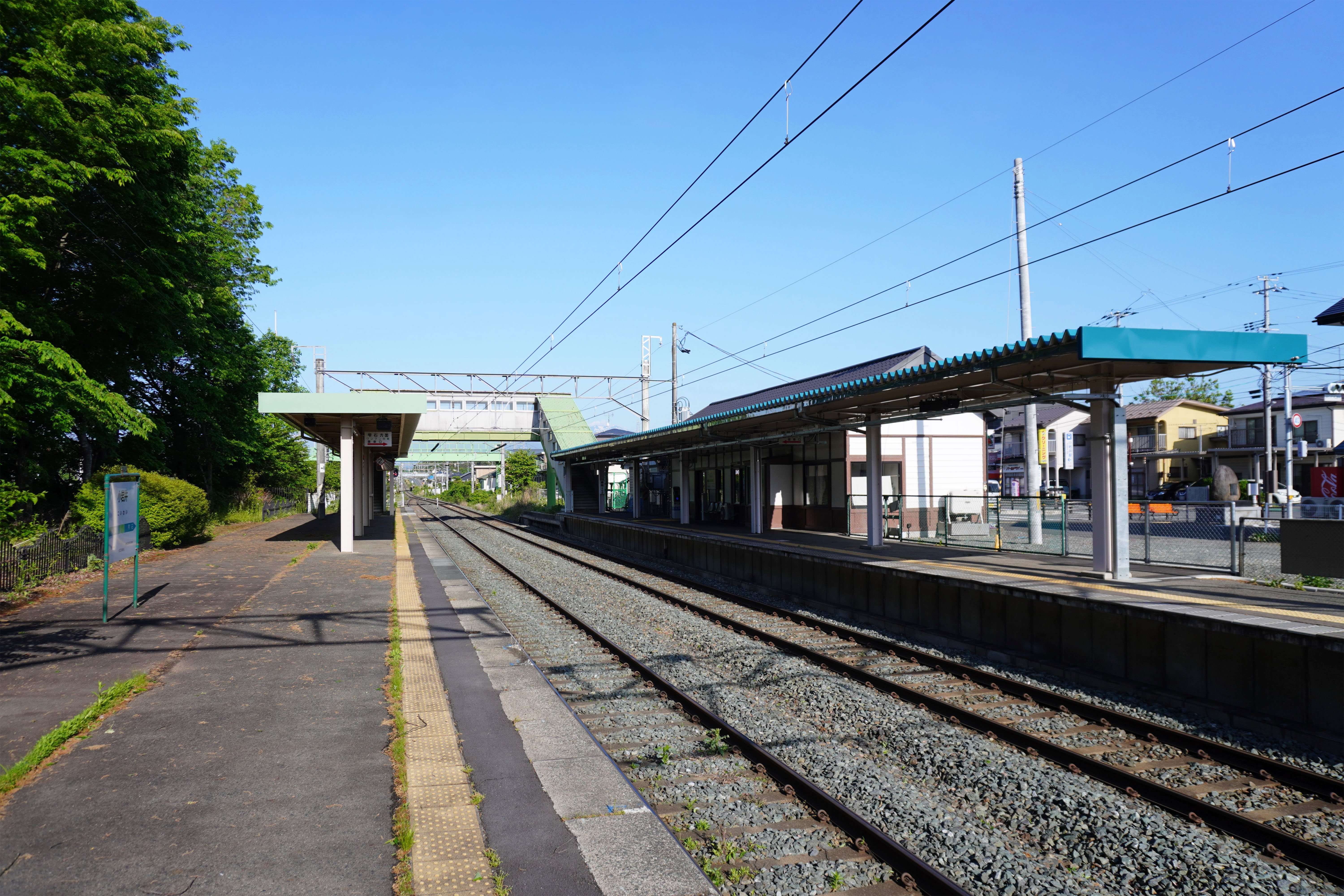
月台（2024年5月）

本站為對向式月台2面2線的地面車站，各月台以跨線天橋連絡。本站的木造站房自開業時便使用至今。

### 月台配置
| 月台 | 路線      | 方向 | 目的地         |
| ---- | --------- | ---- | -------------- |
| 1    | ■田澤湖線 | 上行 | 盛岡方向       |
| 2    | ■田澤湖線 | 下行 | 雫石、大曲方向 |

## 利用狀況
| 乘車人數變化 | 乘車人數變化 |
| 年度         | 1日平均人數  |
| ------------ | ------------ |
| 2000         | 590          |
| 2001         | 597          |
| 2002         | 606          |
| 2003         | 624          |
| 2004         | 634          |
| 2005         | 639          |
| 2006         | 629          |
| 2007         | 622          |
| 2008         | 610          |
| 2009         | 591          |
| 2010         | 569          |

## 歷史
- 1921年（大正10年）6月25日：車站啟用。
- 1986年（昭和61年）11月1日：車站直營化。
- 1987年（昭和62年）4月1日：因國鐵分割民營化，本站成為東日本旅客鐵道的車站。

## 車站周邊
- 小岩井郵局
- 瀧澤市營小岩井運動場
- 岩手山
- 網張溫泉
- 小岩井農場
- 小岩井新市鎮
- 安田動物醫院
- 岩手看護短期大學
- 北東北東洋醫療専門學校
- 雫石町立七森小學
- 御所壩
- 繋溫泉
- 御所湖川村美術館
- 盛岡西研究園區
- 綠團地

## 相鄰車站
東日本旅客鐵道
■田澤湖線
大釜－小岩井－雫石

## 相關項目
- 日本鐵路車站列表

## 外部連結
- JR東日本 小岩井站 （页面存档备份，存于）